# Ine Jansen
Ine Finholt Jansen (* 6. Juli 1973) ist eine norwegische Film- und Theaterschauspielerin.

## Biografie
Jansen ist die Tochter des Schauspielers Per Jansen (1941–2022) und der Souffleuse Evy Finholt und wuchs im Westen Oslos auf. Nach Beendigung der Schule hatte sie einige Statistenrollen am Nationaltheatret inne, bevor sie von 1996 bis 1999 Schauspiel an der Statens Teaterhøyskole, der renommiertesten Schauspielschule Norwegens, studierte.
Nach Beendigung ihres Studiums erhielt Ine Jansen eine Festanstellung am Nasjonalteatret und debütierte im Jahr 2000 im Theaterstück Brått evig. Einem größeren Publikum wurde sie durch ihre erste Fernsehhauptrolle als Ine Jansen in der Fernsehserie Helt Perfekt an der Seite von Thomas Giertsen bekannt, für die sie mit dem Gullruten (2012) und Komiprisen (2014 und 2015) ausgezeichnet wurde. Es folgten Rollen in der zweiten Staffel der Fernsehserie Mammon sowie der Krimikomödie Jul i Blodfjell (Weihnachten im Blutgebirge). Im Kino war sie unter anderem neben Atle Antonsen und Anders Baasmo Christiansen als Merete im Remake des norwegischen Filmklassikers Norske Byggeklosser zu sehen.
Mit ihrem früheren Partner, dem Schauspieler, Regisseur und Mitglied des Språkrådets Erik Ulfsby, hat sie Zwillingssöhne und lebt in Oslo.

## Filmografie (Auswahl)
- 2010–2015: Dag (Fernsehserie)
- 2011–2020: Helt perfekt (Fernsehserie)
- 2016: Mammon
- 2017: Jul i Blodfjell (Miniserie)
- 2017: Rett Vest
- 2018: Mordene i Kongo (The Congo Murders)
- 2018: Los Bando
- 2018: Norske Byggeklosser
- 2020–: Aldri voksen (Fernsehserie)